# Eugenio Fascetti
Eugenio Fascetti (* 23. Oktober 1938 in Viareggio) ist ein ehemaliger italienischer Fußballspieler und späterer -trainer. Als Aktiver unter anderem Meister mit Juventus Turin, wurde er später ein erfolgreicher Trainer und führte mit US Lecce, Lazio Rom, Torino Calcio, Hellas Verona und dem AS Bari fünf Teams zum Aufstieg in die Serie A.

## Spielerkarriere
Eugenio Fascetti, geboren am 23. Oktober 1938 in Viareggio, begann seine Spielerkarriere beim FC Bologna. Von 1956 an entwickelte er sich langsam zu einem Stammspieler in der ersten Mannschaft des Vereins, die damals in der Serie A spielte. Bis zu seinem Wechsel 1960 hatte der junge Mittelfeldspieler 35 Spiele für seine Mannschaft gemacht und dabei zwei Tore erzielt. Nach einer Saison 1960/61 mit guten Leistungen wurde Fascetti von Juventus Turin unter Vertrag genommen, wo er sich allerdings nicht durchsetzen konnte. In einem Jahr bei Juventus brachte er es gerade einmal auf zwei Einsätze im Ligabetrieb ohne Torerfolg. In diese Zeit fällt jedoch sein größter Erfolg als Fußballspieler. Die Serie A 1960/61 beendete Juventus Turin auf dem ersten Platz mit einem Vorsprung von vier Punkten vor dem AC Mailand. Eugenio Fascetti wurde damit zum ersten und einzigen Mal in seiner Laufbahn sowohl als Spieler wie auch als Trainer italienischer Fußballmeister.
Im Sommer 1961 verließ Eugenio Fascetti Juventus Turin wieder und schloss sich dem FC Messina auf Sizilien an. Hier spielte er zunächst in der zweitklassigen Serie B. In der Saison 1962/63 stand das Team von Trainer Umberto Mannocci nach dem Ende aller Spieltage auf dem ersten Platz der zweiten Liga mit zwei Punkten vor dem AS Bari und schaffte zum ersten Mal überhaupt in der Vereinsgeschichte den Sprung in die Erstklassigkeit. Dort gelang im Folgejahr mit Platz vierzehn der Klassenerhalt. Zur Saison 1964/65 wurde Eugenio Fascetti für ein Jahr zum Ligakonkurrenten Lazio Rom verliehen, wo er zu zwölf Einsätzen kam und seinem Team zu Platz vierzehn verhalf, während der FC Messina nach zwei Jahren wieder in die Serie B absteigen musste. Nach Messina kehrte Fascetti dann auch zurück und spielte noch ein Jahr für den süditalienischen Klub in der Serie B, der Wiederaufstieg wurde jedoch deutlich verpasst.
Von 1966 bis 1968 kickte Eugenio Fascetti daraufhin für den FBC Savona zunächst in der Serie B. Gleich im ersten Jahr stieg er mit Savona allerdings in die Serie C ab und spielte danach noch ein Jahr drittklassig. Nach 73 Ligaspielen und fünf Toren folgte von 1968 bis 1969 eine Tätigkeit bei der SS Sambenedettese, wo er aber nur zweimal eingesetzt wurde. Seine Karriere ausklingen ließ der mittlerweile 31-jährige Fascetti von 1969 bis 1970 in seiner Heimatstadt bei FC Esperia Viareggio.

## Trainerkarriere
Nach dem Ende seiner Laufbahn als aktiver Fußballspieler wurde Eugenio Fascetti Coach. Seine erste Station im höherklassigen Fußball war das Amt des Trainers beim damaligen FC Varese, den er gleich in seiner ersten Spielzeit 1979/80 als Meister der Serie C1 zurück in die Serie B führte. Mit Platz fünfzehn und einem Punkt Vorsprung vor Lanerossi Vicenza gelang dort auch der Klassenerhalt. Im Jahr darauf wurde der FC Varese unter Eugenio Fascetti sogar Fünfter der Serie B und verpasste die Rückkehr in die Serie A nur um zwei Punkte gegenüber dem SC Pisa.
Ein weiteres Jahr später verließ Fascetti die norditalienische Stadt und wurde neuer Übungsleister des ambitionierten Südvereins US Lecce, ebenfalls in der Serie B. Nachdem der Verein im Jahr zuvor fast abgestiegen wäre, etablierte er sich unter dem neuen Trainer schnell in der Spitzengruppe der zweiten Liga und holte in der Saison 1983/84 den vierten Rang mit drei Punkten Rückstand auf den ersten Aufsteiger US Cremonese. Im Jahr darauf wurde das Aufstiegsziel realisiert und die US Lecce qualifizierte sich als Zweiter hinter dem SC Pisa erstmals in der Vereinsgeschichte für die höchste Spielklasse im italienischen Fußball. Als absoluter Außenseiter im Kampf gegen den Abstieg gestartet, holte die US Lecce dann aber in der Serie A 1985/86 nur sechzehn Punkte und stieg als abgeschlagener Tabellenletzter direkt wieder ab. Nach dem Abstieg trennten sich die Wege von Eugenio Fascetti und der US Lecce, Fascetti übernahm bei Lazio Rom. Die Laziali steckten damals in einer der größten Krisen der Vereinsgeschichte und beendeten die Saison 1986/87, die erste unter Fascetti, auf dem sechzehnten Platz der Serie B, da man insgesamt neun Punkte aufgrund der Verwicklung in einen Manipulationsskandal abgezogen bekam. Nur das bessere Tordifferenz gegenüber Campobasso Calcio verhinderte den Abstieg in die Serie C1. Ein Jahr später lief es dann nicht nur sportlich gut für Lazio Rom, man beendete die Spielzeit auch ohne Punktabzug und stieg am Ende wieder in die Serie A auf. Platz drei hinter dem FC Bologna und Lecce reichten dafür, Eugenio Fascetti trat nach dem Aufstieg als Trainer der Hauptstädter zurück. Nach vierzehn Spieltagen der Serie B 1988/89 wurde er Trainer bei Erstligaabsteiger US Avellino, mit dem er allerdings den direkten Wiederaufstieg verpasste und zum Saisonende gehen musste. Im Sommer 1989 übernahm Eugenio Fascetti bei Torino Calcio und damit erneut einen Serie-A-Absteiger. Den Traditionsverein führte er als souveränen Meister der Serie B zurück in die Erstklassigkeit und vollführte damit seinen bereits dritten Aufstieg in die Serie A als Trainer.
Zum dritten Mal in Folge übernahm Eugenio Fascetti 1990 einen Erstligaabsteiger. Beim italienischen Meister von 1985, Hellas Verona, war Erfolgstrainer Osvaldo Bagnoli nach dem Abstieg zurückgetreten und die Vereinsführung engagierte Fascetti mit dem Auftrag des direkten Wiederaufstiegs. Dies gelang auch als Zweiter der Serie B einzig hinter Zdeněk Zemans US Foggia. Weniger erfolgreich lief es für Hellas Verona und Fascetti dann in der Serie A, wo man sich schnell im Abstiegskampf wiederfand und dort mehr und mehr schlechtere Karten hatte. Nach 25 Spieltagen wurde Eugenio Fascetti entlassen und durch das Trainergespann Mario Corso und Nils Liedholm ersetzt, die den Abstieg von Hellas Verona auch nicht verhindern konnten.
Fascetti arbeitete danach von 1993 bis 1995 für die AS Lucchese Libertas, allerdings ohne großes Aufsehen zu erregen. Im Sommer 1995 kehrte Fascetti in die Serie A zurück und wurde neuer Coach des AS Bari. Mit fünf Punkten Rückstand auf Piacenza Calcio stieg das Team in der Saison 1995/96 aus der ersten Liga ab, Fascetti blieb jedoch Trainer und füllte diesen Posten in der Folge bis 2001 aus. Als Absteiger belegte Bari in der Serie B 1996/97 den vierten Platz und stieg direkt wieder in die Serie A auf. Dort gelang mit Platz elf der Klassenerhalt. Auch im Jahr darauf wurde mit Rang zehn eine Position im halbwegs gesicherten Mittelfeld erzielt. Nachdem 1999/2000 der Abstieg noch knapp verhindert wurde, folgte im Jahr darauf nach vier Jahren Erstklassigkeit der Wiederabstieg des AS Bari in die Serie B. Mit nur zwanzig Punkten auf 38 Spielen wurde man abgeschlagen Letzter. Eugenio Fascetti wurde im fortgeschrittenen Saisonverlauf entlassen, doch sein Nachfolger Arcangelo Sciannimanico erreichte keine wirkliche Verbesserung der Lage.
Zusammen mit dem AS Bari war auch Vicenza Calcio aus der Serie A abgestiegen, wo Eugenio Fascetti zur Saison 2001/02 neuer Übungsleister wurde. Nach achtzehn Spieltagen wurde er jedoch schon wieder entlassen. Von ähnlich kurzer Dauer war sein Engagement beim AC Florenz 2002. Von 2002 bis 2004 folgte dann die letzte Trainertätigkeit in der Karriere Eugenio Fascettis. Er übernahm von Loris Dominissini bei Erstligaaufsteiger Como Calcio, konnte den Klassenerhalt jedoch nicht bewerkstelligen. Die Vereinsführung hielt daraufhin an Fascetti fest, doch dieser führte Como in der folgenden Serie-B-Saison in den Abstiegskampf, der schließlich trotz Trainerwechsel gegen Saisonende im zweifachen Abstieg von Como Calcio binnen zwei Jahren bis in die Serie C1 mündete.

## Erfolge

### Als Spieler
- Italienische Meisterschaft: 1×

1960/61 mit Juventus Turin
- Aufstieg in die Serie A: 1×

1962/63 mit dem FC Messina

### Als Trainer
- Aufstieg in die Serie A: 5×

1984/85 mit der US Lecce
1987/88 mit Lazio Rom
1989/90 mit Torino Calcio
1990/91 mit Hellas Verona
1996/97 mit dem AS Bari
- Serie C1: 1×

1979/80 mit dem FC Varese